# 石紋圓魨
石紋圓魨為輻鰭魚綱魨形目四齒魨亞目四齒魨科的其中一種，為亞熱帶海水魚，分布於西大西洋區，從美國北卡羅萊那州至巴西里約熱內盧海域，棲息深度18-100公尺，體長可達20公分，棲息在沙泥底質底層水域，生活習性不明。

## 扩展阅读
維基物種上的相關：石紋圓魨